# Hjälmared (Alingsås)
Hjälmared est une localité de la commune d'Alingsås dans le comté de Västra Götaland en Suède.
Sa population était de 320 habitants en 2019.